# Gideonbund
Der Internationale Gideonbund (engl. Gideons International) ist eine internationale Vereinigung evangelischer und freikirchlicher Christen in beruflicher Verantwortung. Bekannt ist der Gideonbund vor allem durch die mehrsprachigen dunkelblauen Bibeln, die weltweit in Hotelzimmern ausgelegt werden.
Gegründet wurden die Gideons 1899 in den USA. Der deutsche Zweig heißt „Internationaler Gideonbund in Deutschland e. V.“ und wurde 1956 gegründet. 2018 waren in 199 Ländern 267.000 Gideonmitglieder ehrenamtlich tätig. In Deutschland engagieren sich etwa 4.800 Christen in 220 Ortsgruppen.
Die internationale Geschäftsstelle des Gideonbundes befindet sich in Nashville, Tennessee (USA), die deutsche Geschäftsstelle im hessischen Wetzlar.

## Geschichte

### International

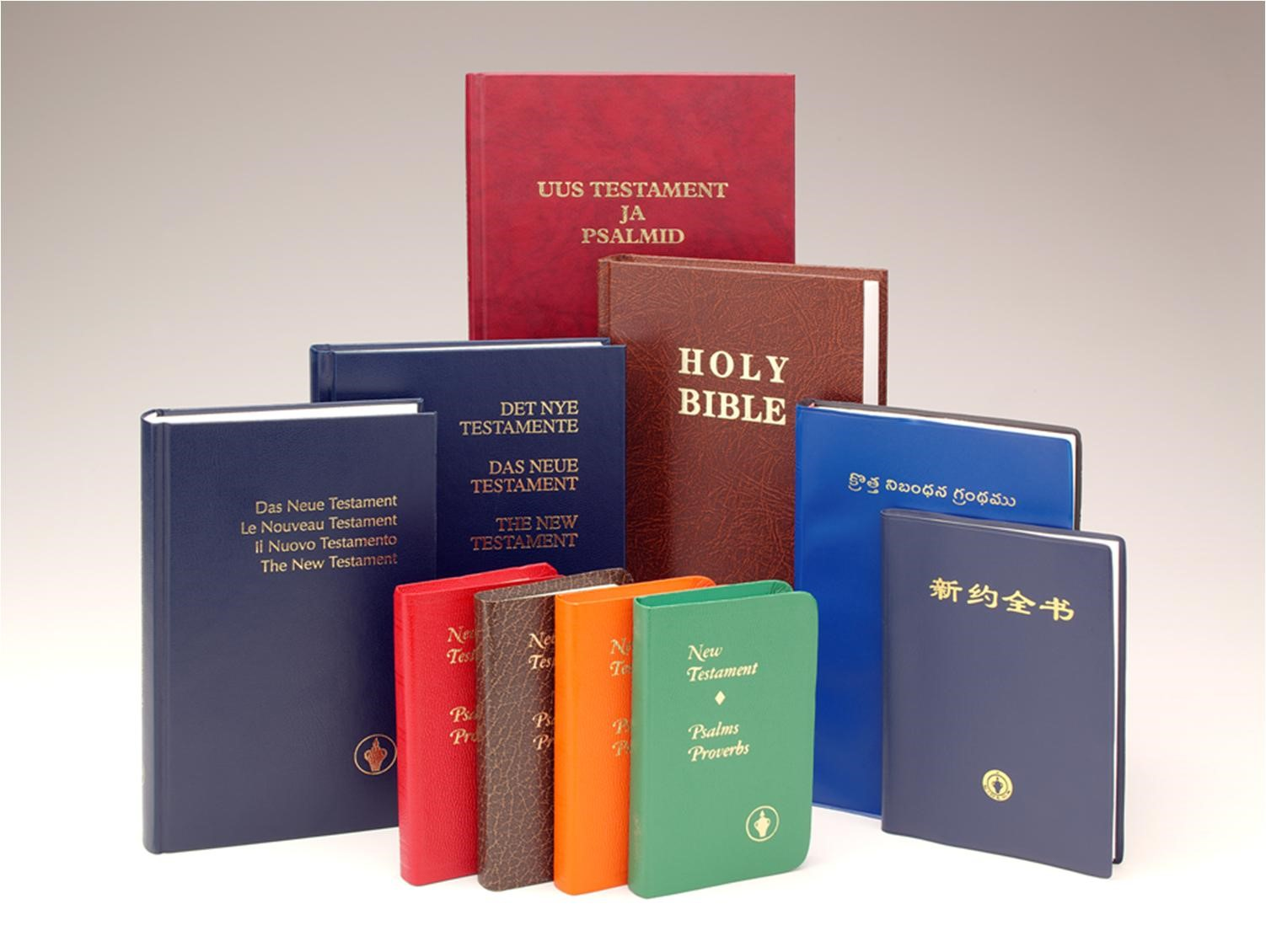
Verschiedene fremdsprachige Bibeln des Gideonbundes.

Im Jahr 1898 suchte der Geschäftsmann John H. Nicholson aus Janesville, Wisconsin (USA), auf einer Geschäftsreise ein Hotelzimmer in der Stadt Boscobel. In einem Hotel wurde ihm wegen Überfüllung des Hauses angeboten, sich mit einem anderen Gast – Samuel E. Hill – ein Doppelzimmer zu teilen. Nicholson willigte ein. Schon beim ersten Gespräch entdeckten beide, dass sie Christen waren. Im Rückblick auf diese Begegnung schrieben sie später, dass bereits an diesem Abend die Idee entstand, eine Vereinigung christlicher Geschäftsleute zu gründen.
Am 31. Mai 1899 gründeten Nicholson und Hill gemeinsam mit dem Kaufmann Will J. Knights diese Vereinigung. Als Namensgeber wurde der alttestamentliche Richter Gideon gewählt. Das Logo – ein Krug mit einer Flamme – erinnert dabei an eine Episode aus dem Buch der Richter, in der Gideon gegen die Midianiter siegt (Richter 7 ). In besagter Episode sind Gideons Kämpfer lediglich mit Widderhörnern und leeren Krügen, in denen Fackeln stecken, bewaffnet.
In den Anfangsjahren entstand die Idee, am Empfang eines jeden Hotels eine Bibel auszulegen. Durch die spätere Praxis, in jedem Hotelzimmer kostenlos Bibeln auszulegen, wurde der Gideonbund weltweit bekannt.
Von den USA aus wurden im Laufe der Jahrzehnte weltweit Niederlassungen des Gideonbundes gegründet. Der erste Gideon-Dienst außerhalb der USA organisierte sich 1911 in Kanada. 1950 kam mit Japan das erste fernöstliche Land und mit Südafrika das erste afrikanische Land hinzu. 1989 kamen die ersten Gruppen im ehemaligen Ostblock hinzu. Inzwischen sind in über 190 Ländern 280.000 Gideonmitglieder ehrenamtlich tätig und verschenken Bibeln in über 100 Sprachen.
Bis 2016 wurden weltweit über 2 Mrd. Bibeln weitergegeben, davon über 24 Mio. in Deutschland.

### Deutschsprachiger Raum
Der deutsche Zweig des Internationalen Gideonbundes wurde 1958 als gemeinnütziger Verein in Wuppertal gegründet. Zunächst noch aus den USA unterstützt, wurde die deutsche Gideon-Niederlassung 1980 als „selbständige nationale Vereinigung“ sowohl finanziell als auch organisatorisch eigenständig.
In Österreich sind die Gideons seit 1957 aktiv, in der Schweiz seit 1961.
Die 16-millionste in Deutschland weitergegebene Bibel erhielt 2006 Bundespräsident Horst Köhler. Zuvor wurden bereits Bibeln an die Bundespräsidenten Johannes Rau, Roman Herzog, Richard von Weizsäcker und Karl Carstens überreicht. 2010 wurde die 20-millionste Bibel an Bundestagspräsident Norbert Lammert übergeben.
2019 erhielt Bundestagspräsident Wolfgang Schäuble die 25-millionste in Deutschland weitergegebene Bibel.

## Ziel
Ziel des Gideonbundes ist es, Menschen mit den Grundlagen des Christentums bekannt zu machen. Dies versuchen sie durch die kostenlose Auslage von Bibeln (in Form des Neuen Testaments mit Psalmen und Sprüchen) in Hotels, Krankenhäusern, Altenheimen sowie durch die Weitergabe von Bibeln an Schulen, in Justizvollzugsanstalten, Polizeistationen und Kasernen. Die ausgelegten und weitergegebenen Bibeln sollen zum Bibellesen anregen und Neugier auf die Bibel wecken.
Die Kosten der Herstellung von Gideon-Bibeln werden aus Spenden der Mitglieder und von privaten Unterstützern gedeckt. Der Gideonbund verwendet nach eigenen Angaben 100 % der zweckgebunden gespendeten Gelder für die Beschaffung und den Druck der Bibeln; alle administrativen Ausgaben werden von den Mitgliedern des Gideonbundes selbst bestritten.

## Mitgliedschaft
Mitglied im Internationalen Gideonbund können Christen in beruflicher Verantwortung werden. Die Mitglieder sollen aufgrund ihrer hervorgehobenen beruflichen und gesellschaftlichen Stellung als Multiplikatoren für den christlichen Glauben wirken. Des Weiteren können auch deren Frauen Mitglieder im Gideon-Frauendienst werden. Voraussetzung für beide ist ferner die Zugehörigkeit zu einer evangelischen Kirche, einer Freikirche, Gemeinschaft oder Versammlung. Für den Freundeskreis kann sich jeder registrieren, der sich der Zielsetzung des Gideonbundes verbunden fühlt.
| Ort         | Mitglieder | Lokale Gruppen |
| ----------- | ---------- | -------------- |
| Weltweit    | 267.000    | 12.212         |
| Deutschland | 4800       | 219            |
| Österreich  | 270        | 12             |
| Schweiz     | 1250       | 37             |

## Bibelweitergabe

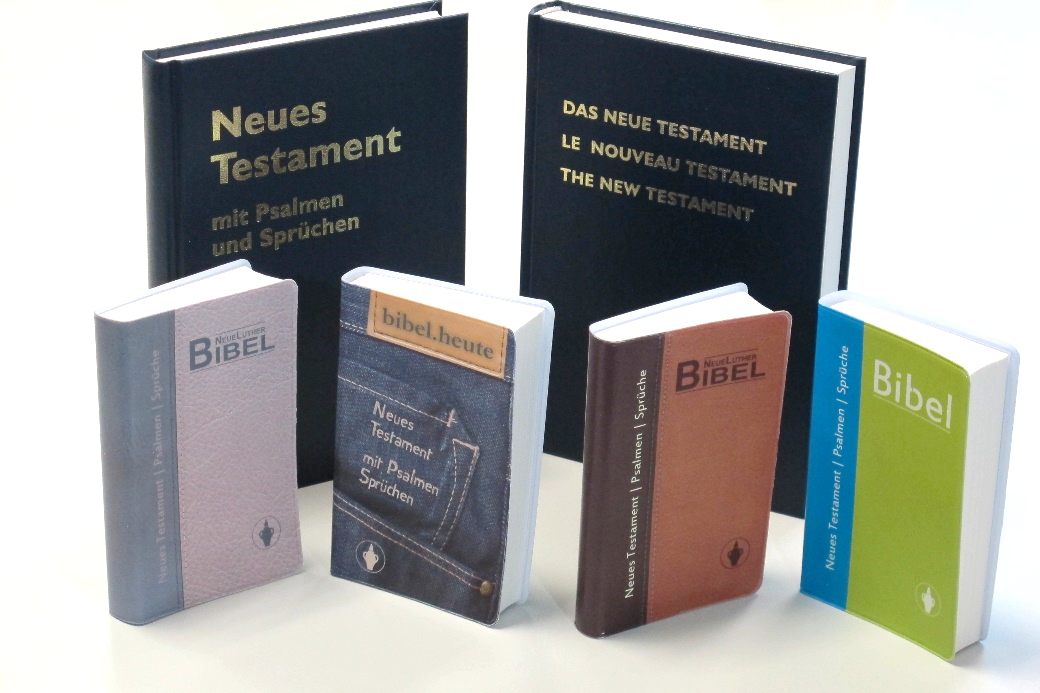
Bibeln des Gideonbundes in Deutschland für verschiedene Einsatzbereiche: Großdruck für Arztpraxen, Krankenhäuser und Altenheime (hinten links), dreisprachige Ausgabe für Hotels (hinten rechts), Grau für medizinisches Personal, Jeansoptik für Schüler, Braun für die persönliche Weitergabe, Grün für Studenten.

In Deutschland verschenkt der Gideonbund die Bibel (immer Neues Testament mit Psalmen und Sprüchen) in verschiedenen Farben und Formaten für verschiedene Einsatzbereiche. Für die alltägliche persönliche Weitergabe gibt es die sogenannte „Zeugnis-Bibel“ in Braun; diese wird von Gideon-Mitgliedern als persönliches Geschenk an Menschen weitergegeben. Auch werden diese Taschenbibeln vom jeweiligen Mitglied selbst erworben, also nicht durch Spenden finanziert. Für die Weitergabe an Schüler sind die Bibeln in Jeansoptik vorgesehen. Für Studenten gibt es die Bibeln in Grün. Taschenbibeln im grauen Einband werden an Angestellte im medizinischen Bereich weitergegeben. Die mehrsprachige Ausgabe (deutsch, englisch, französisch) mit dunkelblauem Einband findet man häufig in Hotels. Die Ausgaben in Großdruck finden sich vor allem in Arztpraxen, Krankenhäusern und Altenheimen.
Im deutschsprachigen Raum wird überwiegend die Bibelübersetzung „NeueLuther“ verschenkt.
Für die Bibeln in Jeansoptik wird die moderne Bibelübersetzung „bibel.heute“ verwendet. Begründet wird dies mit der klaren und prägnanten Ausdrucksweise dieser Übersetzung, die sie besonders für junge Menschen zugänglicher machen soll.
Seit 2019 wird auch die „luther.heute“ weitergegeben. Grundlage dieser Bibelübersetzung ist die urheberrechtsfreie Luther-Übersetzung von 1912. Sie wurde von Theologen des Bibelseminars Bonn wissenschaftlich und sprachlich überarbeitet und einem heute verständlichen Deutsch angepasst. Alle Rechte gehören dem Gideonbund.